# Bolbochromus ryukyuensis
Bolbochromus ryukyuensis är en skalbaggsart som beskrevs av Masumoto 1984. Bolbochromus ryukyuensis ingår i släktet Bolbochromus och familjen Bolboceratidae. Inga underarter finns listade.